# Ocalaria pavina
Ocalaria pavina là một loài bướm đêm trong họ Noctuidae.